# Новосибірський електровозоремонтний завод

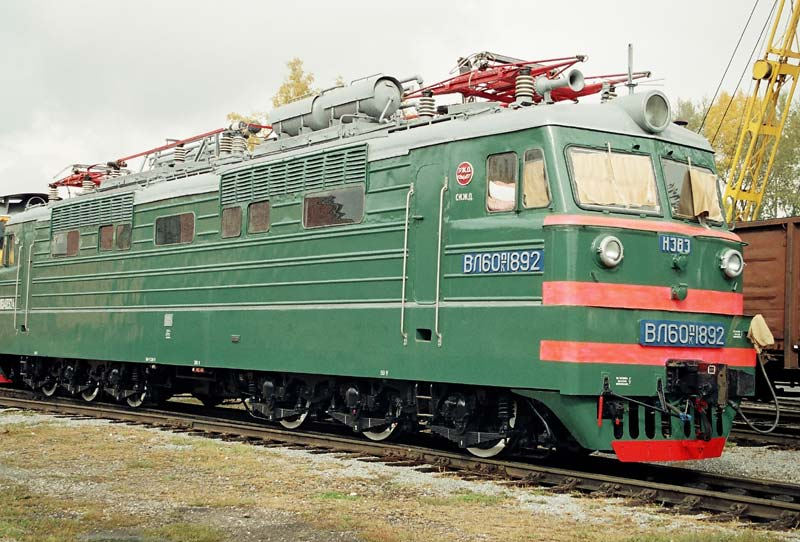
ВЛ60 на Новосибірському ЕРЗ

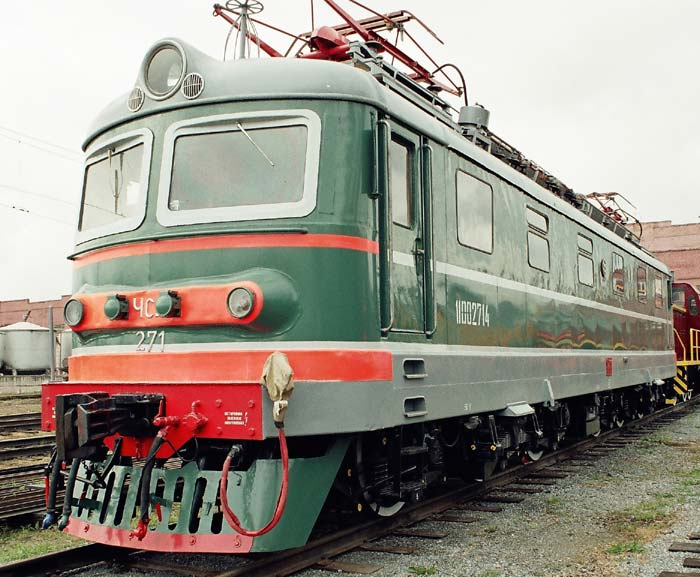
ЧС2 на Новосибірському ЕРЗ

Новосибі́рський електровозоремо́нтний заво́д — завод, що здійснює ремонт електровозів для потреб залізниць Росії.
Завод знаходиться в Першотравневому районі Новосибірська, на перегоні між роз'їздом «Іня» і залізничною станцією «Сибірська».
Завод заснований в 1942 як паровозоремонтні майстерні, в 1944 перейменований в паровозоремонтний завод, нинішню назву носить з 1965 року. В період з 1969 по 1973 завод реконструйований, побудований ряд нових цехів.
Завод ремонтує електровози ЧС2 ЧС4т ЧС8 ВЛ60 ЕП1.